# Варшавський-Західний повіт
Варшавський-Західний повіт (пол. powiat warszawski zachodni) — один з 37 земських повітів Мазовецького воєводства Польщі.
Утворений 1 січня 1999 року в результаті адміністративної реформи.

## Загальні дані
Повіт знаходиться у центрально-західній частині воєводства.
Адміністративний центр — місто Ожарув-Мазовецький.
Станом на 1.01.2008 населення становить 103 108 осіб, площа 533,79 км².

## Демографія
Демографічні дані повіту станом на 30.06.2005:
|       | Всього | Всього | Жінки  | Жінки | Чоловіки | Чоловіки |
| ----- | ------ | ------ | ------ | ----- | -------- | -------- |
|       | осіб   | %      | осіб   | %     | осіб     | %        |
| Повіт | 99 586 | 100    | 51 433 | 51,6  | 48 153   | 48,4     |
| Міста | 35 835 | 100    | 18 778 | 52,4  | 17 057   | 47,6     |
| Села  | 63 751 | 100    | 32 655 | 51,2  | 31 096   | 48,8     |